# Sumberejo (Jaken)
Sumberejo is een bestuurslaag in het regentschap Pati van de provincie Midden-Java, Indonesië. Sumberejo telt 3687 inwoners (volkstelling 2010).